# Bernat Ató IV Trencavell
Bernat Ató IV Trencavell († 1129) va ser vescomte d'Albi i de Nimes, de 1074 a 1129, i vescomte de Carcassona, de Besiers i d'Agde de 1099 a 1129. Va heretar els títols del seu pare Ramon Bernat Trencavell, vescomte d'Albi i de Nimes, i de la seva mare Ermengarda, vescomtessa de Carcassona, Besièrs i Agde i germana del darrer comte de Carcassona Roger III.

## Biografia
La mare de Bernat Ató, Ermengarda, havia venut el comtat de Carcassona l'any 1067 als Comtes de Barcelona, els quals n'havien exercit el domini directe des de llavors. El desembre de 1082, el comte Ramon Berenguer II de Barcelona va morir en estranyes circumstàncies mentre caçava i el seu germà, Berenguer Ramon II, va ser acusat d'haver-hi participat. La gent de Carcassona va renunciar del nou comte de Barcelona i va permetre a Bernat Ató i la seva mare entrar a la ciutat, iniciant així la dinastia Trencavell de Carcassona. Tanmateix, el comte de Barcelona seguia sent el senyor del vescomtat, i Ermengarda i Bernat Ató van haver d'assumir el reconeixement dels drets del Casal de Barcelona i entaular-hi una relació de vassallatge.
Les relacions entre els Trencavell i el comtat de Barcelona no van millorar amb la nova situació jurídica. L'any 1101 Ramon Berenguer III, aprofitant que Bernat Ató se n'havia anat a Terra Santa, va ocupar Carcassona. Quan Bernat Ató va tornar el 1105 va aconseguir recuperar els seus dominis a Carcassona, al Rasès i el Lauragués i es va venjar dels habitants que havien recolzat el comte de Barcelona. Les mesures venjatives van fer impopular a Bernat Ató i els represaliats van demanar el retorn de Ramon Berenguer III.
El 1112, tropes de Barcelona, ajudades per Aimeric II, vescomte de Narbona, van atacar Carcassona i van amenaçar novament el poder de Bernat Ató. Finalment Ricard de Milhau, arquebisbe de Narbona, va intervenir en el conflicte i va convèncer el comte de Barcelona de retirar-se.
El 1120, els habitants de Carcassona li van refusar novament l'entrada a la ciutat. Bernat Ató va demanar llavors ajuda al comte de Tolosa, Alfons Jordà, però es trobava massa enfeinat en els seus afers amb el duc d'Aquitània i va haver d'esperar al 1124 fins que el pogués ajudar a tornar a prendre la ciutat. Tanmateix l'aliança que havia teixit amb Tolosa va trontollar el 1127, quan Alfons Jordà va intentar controlar el vescomtat de Nimes. Per això el Trencavell va casar la seva filla Ermessinda amb Rostanh de Posquièras, un senyor del Nimes,per enfortir-hi els seus lligams de vassallatge.
Bernat Ató va morir finalment el 1129 i els seus tres fills es van repartir els vescomtats.

## Noces i descendència

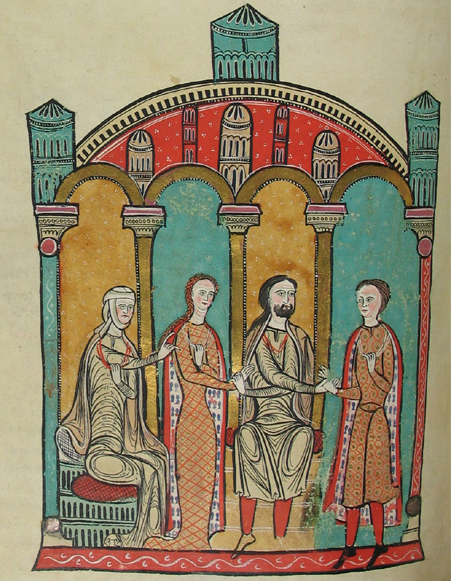
Núpcies d'Ermengarda amb Gausfred III de Rosselló. Els nuvis es troben entre els pares d'ella: Cecília de Provença i Bernat Ató IV. Font: Liber feudorum maior fol. 78v

El 1083 es va casar amb Cecília de Provença († 1150), filla de Bertran II, comte de Provença, et de Matilde. D'aquesta unió en va sorgir la següent descendència:
- Roger I († 1150), vescomte de Carcassona, d'Albi i del Rasès (1129-1150).
- Ramon I († 1167), vescomte de Besiers (1129-1167) i d'Agde (1129-1150), més tard també de Carcassona, Rasès i Albi (1150-1167).
- Bernat Ató V († 1159), vescomte de Nimes (1129-1159) i d'Agde (1150-1159).
- Ermengarda († 1156), casada el 1110 amb Gausfred III, comte del Rosselló.
- Metelina, casada el 1105 amb Arnau de Besiers-Sauvian
- Ermessinda, casada el 1121 amb Rostanh de Posquières
- Pagana

| Precedit per             | Títol                                      | Succeït per             |
| ------------------------ | ------------------------------------------ | ----------------------- |
| Ramon Bernat Trencavell  | Vescomte de Nimes (1074-1129)              | Bernat Ató V Trencavell |
| Ramon Bernat Trencavell  | Vescomte d'Albi (1074-1129)                | Roger IV de Carcassona  |
| Ermengarda de Carcassona | Vescomte de Carcassona i Rasès (1099-1129) | Roger IV de Carcassona  |
| Ermengarda de Carcassona | Vescomte de Besiers i d'Agde (1099-1129)   | Ramon I Trencavell      |

### General
- CHEYETTE, Frederic L.: The 'Sale' of Carcassonne to the Counts of Barcelona (1067-1070) and the Rise of the Trencavels, A Speculum 63, 1988.
- CHEYETTE, Frederic L.: Ermengard of Narbonne and the world of Troubadours, Cornell University Press, 2001.
- DÉJEAN, Jean-Luc: Les comtes de Toulouse (1050-1250), Fayard, 1979 (reimprès el 1988). ISBN 2-213-02188-0

### Específica
- DUPONT, André :"Le vicomte Bernard-Aton IV (1074-1129)", Mémories de l'Académie de Nîmes VII, 56, 1965–1967 (pp. 153–177).
- ROUILLAN-CASTEX, Sylvette: Bernard-Aton Trencavel et les Carcassonnais, Carcassonne et sa région: fédération historique du Languedoc méditerranéen et du Roussillon, 1970 (pp. 147–215).
- Maison Trencavel: Bernard Aton IV Trencavel, Raimond-Roger Trencavel, Raimond II Trencavel, Bernard Aton VI Trencavel, Raimond Ier Trencavel.